# 大平温泉
大平温泉（おおだいらおんせん）は、山形県米沢市（旧国出羽国、明治以降は羽前国）にある温泉。米沢八湯の一つで一軒宿の滝見屋旅館は「温泉米沢八湯会」に加盟している。

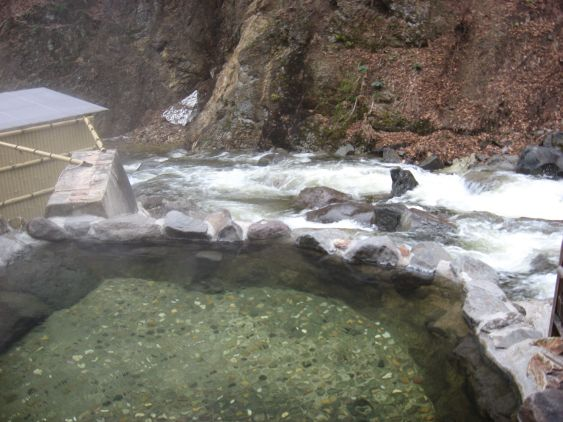
露天風呂

## 泉質
- 含石膏芒硝硫化水素泉
  - 湧出量 : 毎分780L

## 歴史
発見は貞観2年。マタギによって発見されたとする説と、行者による発見説がある。

## 温泉街
一軒宿の「大平温泉滝見屋」（総客室数14室）がある。「滝見屋」は最上川の源流部の谷底、標高1080mの高所にあり日本秘湯を守る会にも所属する。一軒宿が有する川沿いの露天風呂が有名である。

## 最上川にまつわるエピソード
温泉街は最上川の源流に非常に近いことで知られる。かつて火焔橋（ひのほえばし）と名付けられた吊橋が存在し、最上川で最も上流部に架かる橋であった。滝見屋の対岸の先に最上川源流の滝と呼ばれる火焔の滝を一望できる見晴らし台があり、滝見屋が見物客の往来のために架けられたものだが、危険防止のため現在は撤去され、両岸には土台のみが残っている。橋は全長約20mほどで、両岸をワイヤで結び板を渡した造りで、冬季間はワイヤごと取り外していたという。現在は滝のつり橋（全長20m、幅約1m）が架けられ、徒歩で登山道を訪れた湯治客が渡る橋となっている。温泉宿が閉鎖される冬季間は橋板が外される。
宿の対岸には「最上川源流之碑」と刻まれた石碑が建てられている。

## アクセス
- 公共交通：山形新幹線米沢駅から宿の送迎車で約50分で駐車場へ。
- 駐車場から宿までは落差のある登山道を徒歩15分。送迎車の場合は宿近くまで乗せてくれる場合もある。

## 周辺
- 火焔滝